# Know No Better (EP)
Know No Better es un EP de la banda americana de música electrónica Major Lazer. Fue lanzado el 1 de junio de 2017 por Mad Decent. El EP incluye 6 pistas que presentan colaboraciones con numerosos artistas, incluidos Travis Scott, Camila Cabello, Quavo, J Balvin, Sean Paul, Nasty C, Ice Prince, Patoranking, Jidenna, Busy Signal, Machel Montano, Konshens y los cantantes brasileños, Anitta y Pabllo Vittar.

## Sencillos
El primer sencillo, "Know No Better", fue anunciado el 22 de mayo de 2017, iba a ser lanzado el 31 de mayo en colaboración con los cantantes americanos Travis Scott, Quavo, y la cantante cubano-americana Camila Cabello. Major Lazer aclaró luego, a través de Twitter que la canción iba a ser lanzada el 1 de junio.

El segundo sencillo, "Sua cara", fue anunciado en febrero de 2017,  y lanzado oficialmente el 30 de junio de 2017 en colaboración con las cantantes Anitta y Pabllo Vittar. El video oficial de este sencillo se grabó en Marruecos y fue dirigido por Bruno Ilogti. Alcanzó el puesto número nueve en la lista de los videos más vistos en las primeras 24 horas, y el segundo lugar en la lista de los videos musicales más vistos en las primeras 24 horas con 25 millones de visitas.

## Lista de canciones
Descarga digital
| N.º | Título                                                                               | Escritor(es) | Duración |  |
| 1.  | «Know No Better» (con Travis Scott, Camila Cabello y Quavo)                          | Brittany Hazzard Philip Meckseper Henry Allen Thomas Pentz Camila Cabello                                                                           | 3:45     |  |
| 2.  | «Buscando Huellas» (con J Balvin y Sean Paul)                                        | Sean Paul Henriques Boaz de Jong Robin P Francesco José Balvin Pentz Alejandro Ramirez Suarez                                                       | 2:53     |  |
| 3.  | «Partícula» (con DJ Maphorisa, featuring Nasty C, Ice Prince, Patoranking y Jidenna) | Meckseper Jidenna Mobisson Nsikayesizwe Ngcobo Patrick Okorie Pentz Themba Sekowe Panshak Zamani                                                    | 3:24     |  |
| 4.  | «Jump» (con Busy Signal)                                                             | Busy Signal Reanno Gordon Pentz | 3:03     |  |
| 5.  | «Sua cara» (con Anitta y Pabllo Vittar)                                              | Pentz Larissa Machado de Jong Pablo Bispo Jefferson Jr. Arthur Marques Umberto Tavares Rashid Badloe Giordano Ashruf Rodrigo Antunes Shareef Badloe | 2:47     |  |
| 6.  | «Front of the Line» (con Machel Montano y Konshens)                                  | Pentz Machel Montano Garfield Delano Spence Phillip Meckeseper Allen Gamal Doyle                                                                    | 3:45     |  |

## Posicionamiento
| Listas(2017)                             | Mejor posición |
| ---------------------------------------- | -------------- |
| Dinamarca (Hitlisten)                    | 32             |
| Francia (SNEP)                           | 81             |
| Italian Albums (FIMI)                    | 80             |
| New Zealand Heatseekers Albums (RMNZ)    | 3              |
| Suecia (Sverigetopplistan)               | 8              |
| Suiza (Schweizer Hitparade)              | 47             |
| Estados Unidos (Billboard 200)           | 91             |
| Estados Unidos (Dance/Electronic Albums) | 3              |